# Hal Scardino
Albert Henry Hugh „Hal“ Scardino (* 25. Dezember 1984 in Savannah, Georgia) ist ein US-amerikanischer Filmschauspieler und Produzent.

## Leben
Scardino wurde als jüngstes dreier Kinder in Savannah, Georgia geboren, wuchs allerdings im Londoner Stadtteil Knightsbridge auf. Seine Eltern sind Pearson-Geschäftsführerin Dame Marjorie Morris Scardino DBE FRSA und Pulitzer-Preisträger Albert Scardino. Scardino besuchte das Winchester College, eine unabhängige Schule für Jungen.
Nach einer Nebenrolle (Morgan) im Drama Das Königsspiel (1993) konnte Scardino mehr als 500 Mitbewerber für die Hauptrolle des Omri in Der Indianer im Küchenschrank (1995) hinter sich lassen. Es ist seine bislang bekannteste Rolle. Ein Jahr später folgte die nächste Filmrolle (Charlie) in Marvins Töchter (1996). Später konzentrierte sich Scardino ganz auf seine Ausbildung. Im Februar 2005 schloss er sein Studium an der Columbia University ab. 2015 war er sowohl als Produzent als auch in der Rolle des Ethan in The Show involviert. 2017 folgte eine weitere Nebenrolle als Dwight im BBC-Zweiteiler Man in an Orange Shirt.
Sein deutscher Synchronsprecher ist Benedikt Gutjan.

## Filmographie
- 1993: Das Königsspiel – Ein Meister wird geboren (Searching for Bobby Fischer)
- 1995: Der Indianer im Küchenschrank (The Indian in the Cupboard)
- 1996: Marvins Töchter (Marvin’s Room)
- 2015: The Show (außerdem Filmproduzent)
- 2017: Man in an Orange Shirt

## Auszeichnungen
Scardino war 1996 für seine Darstellung in Der Indianer im Küchenschrank sowohl für den Young Artist Award als auch für den Saturn Award nominiert. 1997 wurde er für Marvins Töchter zusammen mit Meryl Streep, Leonardo DiCaprio, Diane Keaton, Robert De Niro, Hume Cronyn, Gwen Verdon und Dan Hedaya für den Screen Actors Guild Award in der Kategorie „Beste Besetzung“ nominiert.